# Wereldkampioenschappen schoonspringen 2024 – driemeterplank synchroon mannen
Het synchroonspringen vanaf de driemeterplank voor mannen tijdens de wereldkampioenschappen schoonspringen 2024 vond plaats op 4 februari 2024 in het Hamad Aquatic Centre in Doha, Qatar.

## Uitslag
| Rang   | Land                   | Namen                                      | Punten |
| ------ | ---------------------- | ------------------------------------------ | ------ |
| Goud   | China                  | Long Daoyi Wang Zongyuan                   | 442,41 |
| Zilver | Italië                 | Lorenzo Marsaglia Giovanni Tocci           | 384,24 |
| Brons  | Spanje                 | Adrián Abadía Nicolás García               | 383,28 |
| 4      | Mexico                 | Rodrigo Diego Osmar Olvera                 | 383,19 |
| 5      | Verenigd Koninkrijk    | Anthony Harding Jack Laugher               | 376,26 |
| 6      | Oekraïne               | Oleh Kolodiy Danylo Konovalov              | 363,12 |
| 7      | Polen                  | Kacper Lesiak Andrzej Rzeszutek            | 362,04 |
| 8      | Zuid-Korea             | Yi Jae-gyeong Kim Yeong-taek               | 351,21 |
| 9      | Verenigde Staten       | Andrew Capobianco Quentin Henninger        | 351,18 |
| 10     | Zwitserland            | Guillaume Dutoit Jonathan Suckow           | 344,37 |
| 11     | Dominicaanse Republiek | Frandiel Gómez Jonathan Ruvalcaba          | 342,63 |
| 12     | Frankrijk              | Jules Bouyer Alexis Jandard                | 338,85 |
| 13     | Jamaica                | Yohan Eskrick-Parkinson Yona Knight-Wisdom | 337,17 |
| 14     | Maleisië               | Ooi Tze Liang Muhammad Syafiq Puteh        | 333,57 |
| 15     | Kroatië                | David Ledinski Matej Neveščanin            | 333,48 |
| 16     | Duitsland              | Alexander Lube Moritz Wesemann             | 328,62 |
| 17     | Colombia               | Daniel Restrepo Luis Uribe                 | 320,13 |
| 18     | Nieuw-Zeeland          | Liam Stone Frazer Tavener                  | 319,38 |
| 19     | Brazilië               | Luis Moura Rafael Borges                   | 313,71 |
| 20     | Australië              | Sam Fricker Kurtis Mathews                 | 311,61 |
| 21     | Oezbekistan            | Vyacheslav Kachanov Igor Myalin            | 310,62 |
| 22     | Indonesië              | Tri Anggoro Priambodo Adityo Restu Putra   | 288,18 |
| 23     | Oostenrijk             | Alexander Hart Nikolaj Schaller            | 275,91 |
| 24     | Litouwen               | Sebastian Konecki Martynas Lisauskas       | 247,35 |
| 25     | Kazachstan             | Nazar Kozhanov Kirill Novikov              | 232,29 |
| 26     | Hongkong               | Robben Yiu Curtis Yuen                     | 208,41 |
| 27     | Macau                  | He Heung Wing Zhang Hoi                    | 202,53 |